# リマン海流

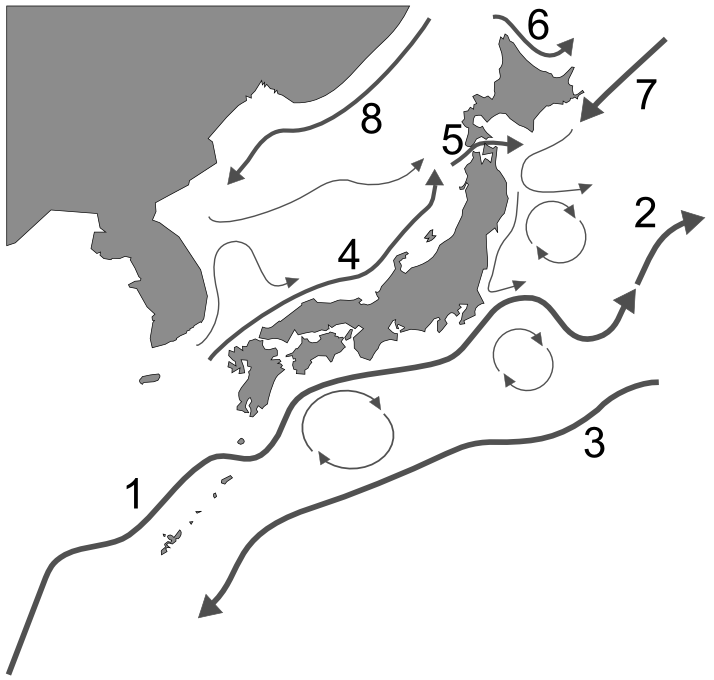
日本列島近海の海流
1. 黒潮 2.黒潮続流 3.黒潮反流 4.対馬暖流 5.津軽暖流 6.宗谷暖流 7.親潮（千島海流） 8.リマン海流（リマン寒流）

リマン海流（英: Liman Current）は、間宮海峡（タタール海峡）付近からユーラシア大陸のシベリア南東部の日本海沿岸を南下する海流（寒流）。
日本海を北上する暖流の対馬海流が北上するにつれて冷やされ、アムール川の淡水と混ざり、南下するようになったものであるとされているが、流量が少なく観測データも乏しい。形成過程については諸説ある。「リマン」とはロシア語で大河の河口（三角江）を意味するが、この「大河」はアムール川を指す。ロシア語などでは沿海州海流（露: Приморское течение）と呼ばれる。
樺太（サハリン）の南西から沿海州に沿うようにして進む、朝鮮半島の北東（北緯40度あたり）までの海流である。朝鮮半島に当たったリマン海流は朝鮮半島に沿って冷海水として南下する（北鮮海流）。蔚山付近の海岸では夏でも普通の人には非常に冷たく感じ、海水浴が難しい。
ニシン・タラ・サケ・マス・サンマなどの寒海性魚類に富んでいる。